# Wiggensbach

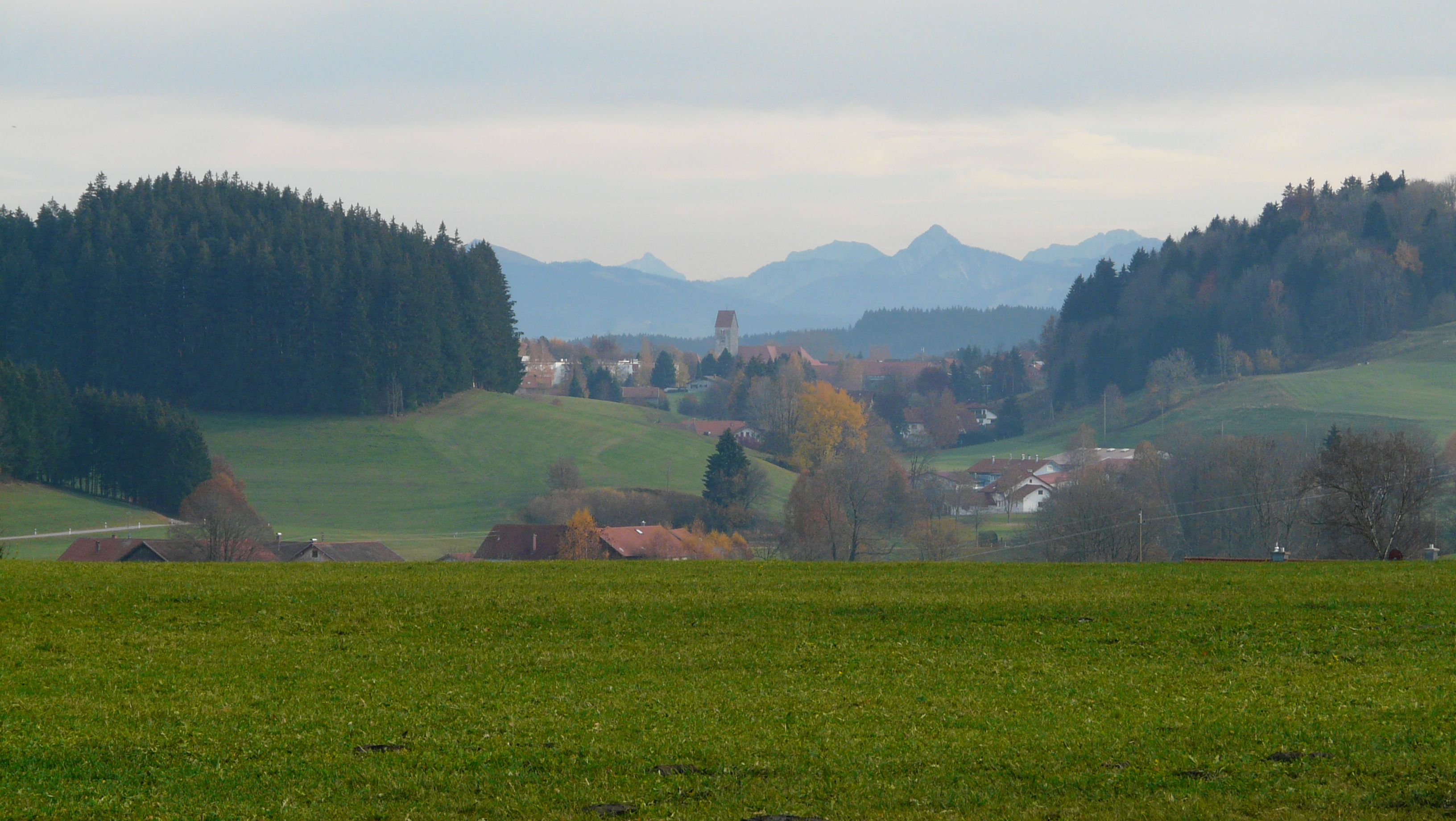
Wiggensbach von Norden

Wiggensbach ist ein Markt im schwäbischen Landkreis Oberallgäu. Seit 1971 trägt der gleichnamige Hauptort den Titel eines staatlich anerkannten Erholungsortes.
Die erste Besiedlung des Gemeindeteils Ermengerst ist für das Jahr 1037, des Ortes Wiggensbach für 1182 dokumentiert. Der 1888 gefundene Wiggensbacher Schatz, dessen Münzen sich auf das 1. bis 3. Jahrhundert datieren lassen, weist nach, dass bereits kurz nach der Zeitenwende Menschen im heutigen Gemeindegebiet siedelten.

## Geografie

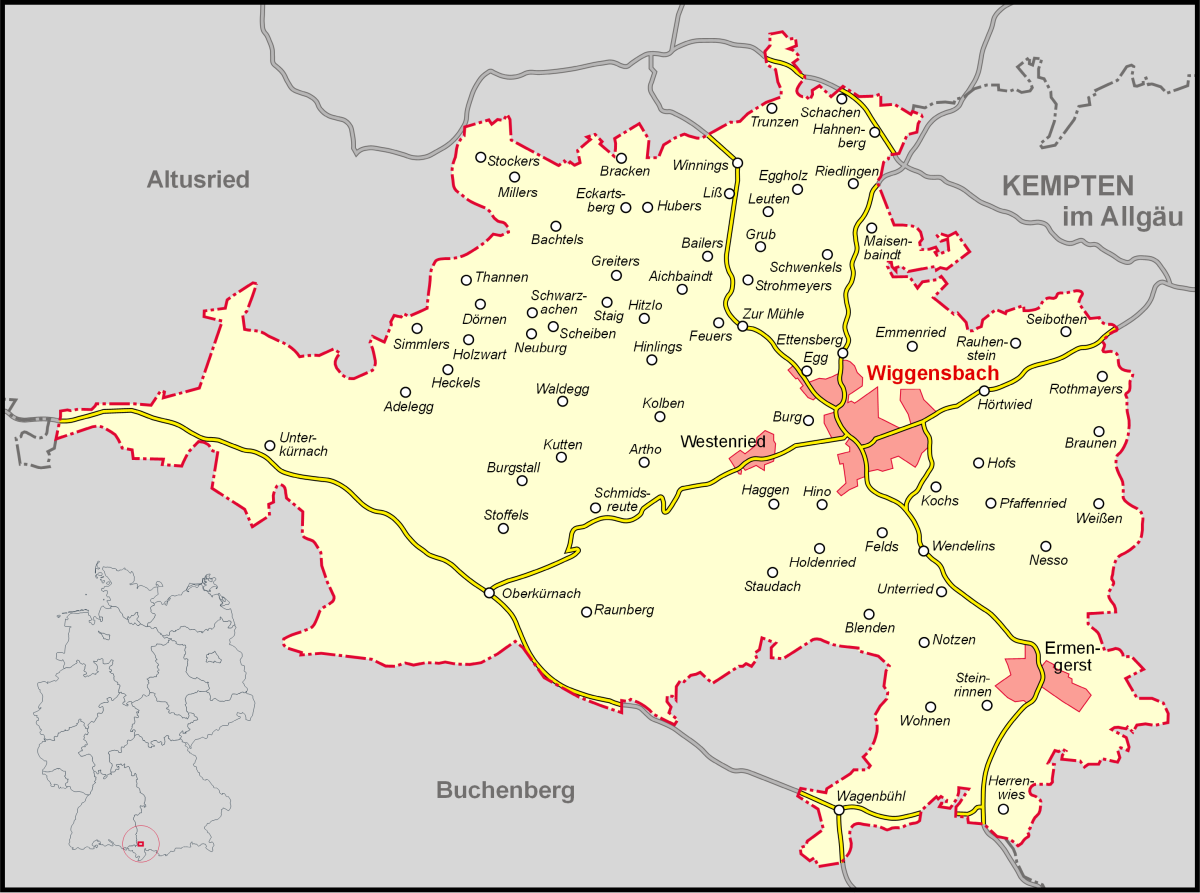
Das Wiggensbacher Gemeindegebiet

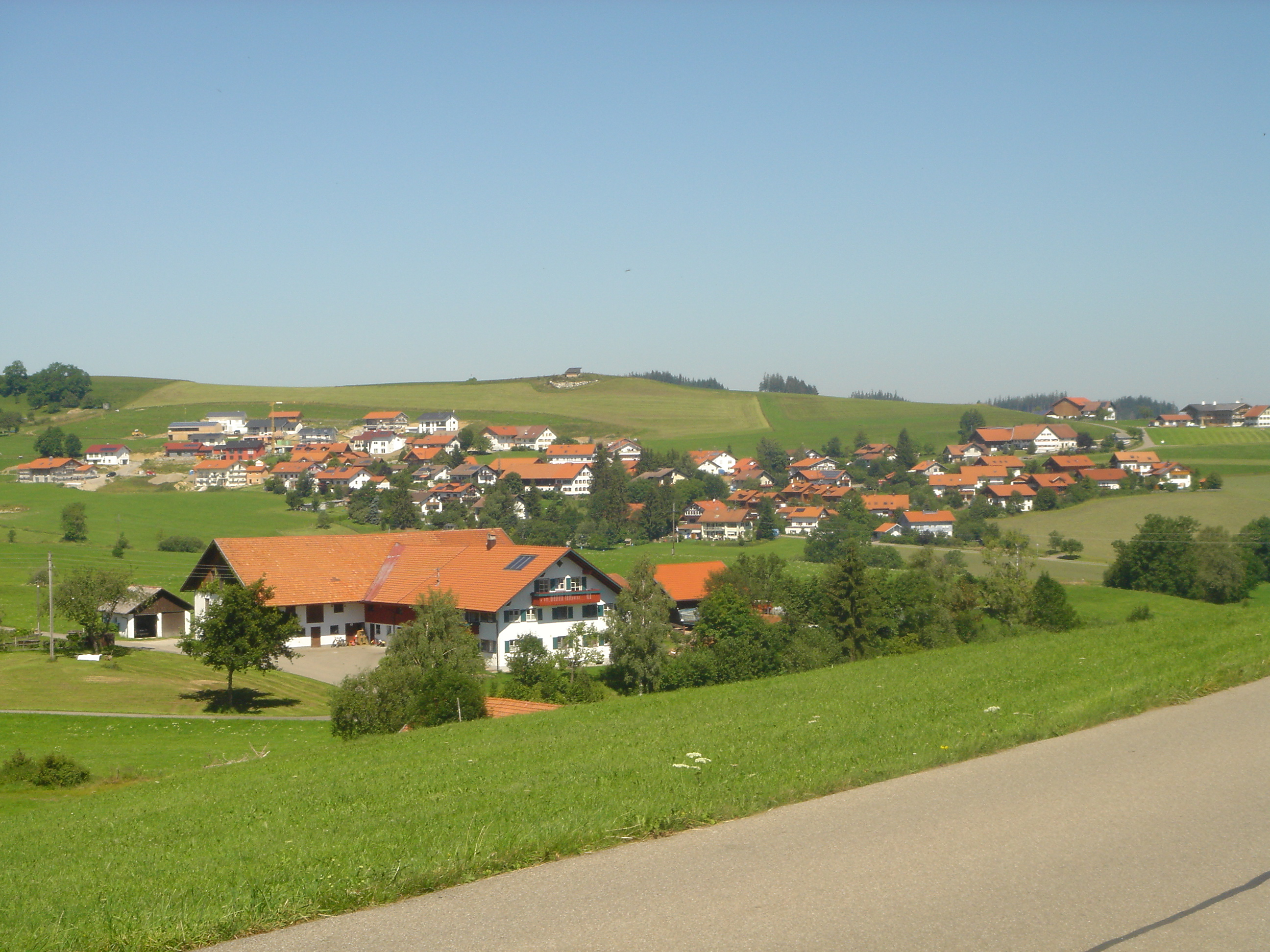
Der Gemeindeteil Westenried

### Geografische Lage
Der Markt Wiggensbach liegt unmittelbar angrenzend etwa acht Kilometer westlich von Kempten (Allgäu).
Nachbargemeinden sind neben Kempten noch Buchenberg im Süden und Altusried im Norden. Südwestlich befindet sich der Kürnacher Wald und westnordwestlich der Hohentanner Wald, jeweils teilweise noch im Gemeindegebiet liegend.
Das Gemeindegebiet umfasst Erhebungen des Alpenvorlandes. Nahezu alle Höhenlagen sind mit einzelnen Weilern besiedelt.

### Gemeindegliederung
Es gibt 75 Gemeindeteile (in Klammern ist der Siedlungstyp angegeben):
- Adelegg (Weiler)
- Aichbaindt (Weiler)
- Artho (Weiler)
- Bachtels (Weiler)
- Bailers (Weiler)
- Blenden (Einöde)
- Bracken (Einöde)
- Braunen (Einöde)
- Burg (Weiler)
- Burgstall (Einöde)
- Dörnen (Einöde)
- Eckartsberg (Einöde)
- Egg (Weiler)
- Eggholz (Weiler)
- Emmenried (Dorf)
- Ermengerst (Kirchdorf)
- Ettensberg (Weiler)
- Felds (Einöde)
- Feurers (Weiler)
- Greiters (Einöde)
- Grub (Weiler)
- Haggen (Weiler)
- Hahnenberg (Einöde)
- Heckels (Einöde)
- Herrenwies (Einöde)
- Hinlings (Weiler)
- Hino (Weiler)
- Hitzlo (Weiler)
- Hofs (Weiler)
- Holdenried (Weiler)
- Holzwart (Einöde)
- Hörtwies (Weiler)
- Hubers (Einöde)
- Kochs (Weiler)
- Kolben (Einöde)
- Kutten (Weiler)
- Leuten (Weiler)
- Liß (Einöde)
- Maisenbaindt (Einöde)
- Millers (Weiler)
- Nesso (Weiler)
- Neuburg (Einöde)
- Notzen (Dorf)
- Oberkürnach (Weiler)
- Pfaffenried (Dorf)
- Rauhenstein (Weiler)
- Raunberg (Weiler)
- Riedlingen (Weiler)
- Rothmayers (Einöde)
- Schachen (Weiler)
- Scheiben (Einöde)
- Schmidsreute (Weiler)
- Schwarzachen (Weiler)
- Schwenkels (Einöde)
- Seibothen (Weiler)
- Simmlers (Weiler)
- Staudach (Weiler)
- Steig (Einöde)
- Steinrinnen (Einöde)
- Stockers (Einöde)
- Stoffels (Einöde)
- Strohmayers (Weiler)
- Thannen (Einöde)
- Trunzen (Weiler)
- Unterkürnach (Einöde)
- Unterried (Dorf)
- Wagenbühl (Dorf)
- Waldegg (Einöde)
- Weißen (Weiler)
- Wendelins (Weiler)
- Westenried (Dorf)
- Wiggensbach (Hauptort)
- Winnings (Weiler)
- Wohnen (Weiler)
- Zur Mühle (Weiler)

Die Gemeindefläche befindet sich in einer Lage zwischen 750 und 1077 m ü. NHN (Dürrer Bühl, s. a. Blender (Berg)). Der höchstgelegene Gemeindeteil Raunberg liegt auf einer Höhe von 1013 m ü. NHN. Die Gemeindefläche von insgesamt 31,83 Quadratkilometern teilt sich nach Nutzungsart wie folgt auf:
| Fläche                  | Größe in Hektar | Anteil der Gesamtfläche in % |
| ----------------------- | --------------- | ---------------------------- |
| Betriebsfläche          | 1               | 0,0                          |
| Flächen anderer Nutzung | 3               | 0,1                          |
| Wasserfläche            | 15              | 0,5                          |
| Erholungsfläche         | 18              | 0,6                          |
| Verkehrsfläche          | 92              | 2,9                          |
| Gebäude- und Freifläche | 152             | 4,8                          |
| Waldfläche              | 935             | 29,4                         |
| Landwirtschaftsfläche   | 1966            | 61,8                         |

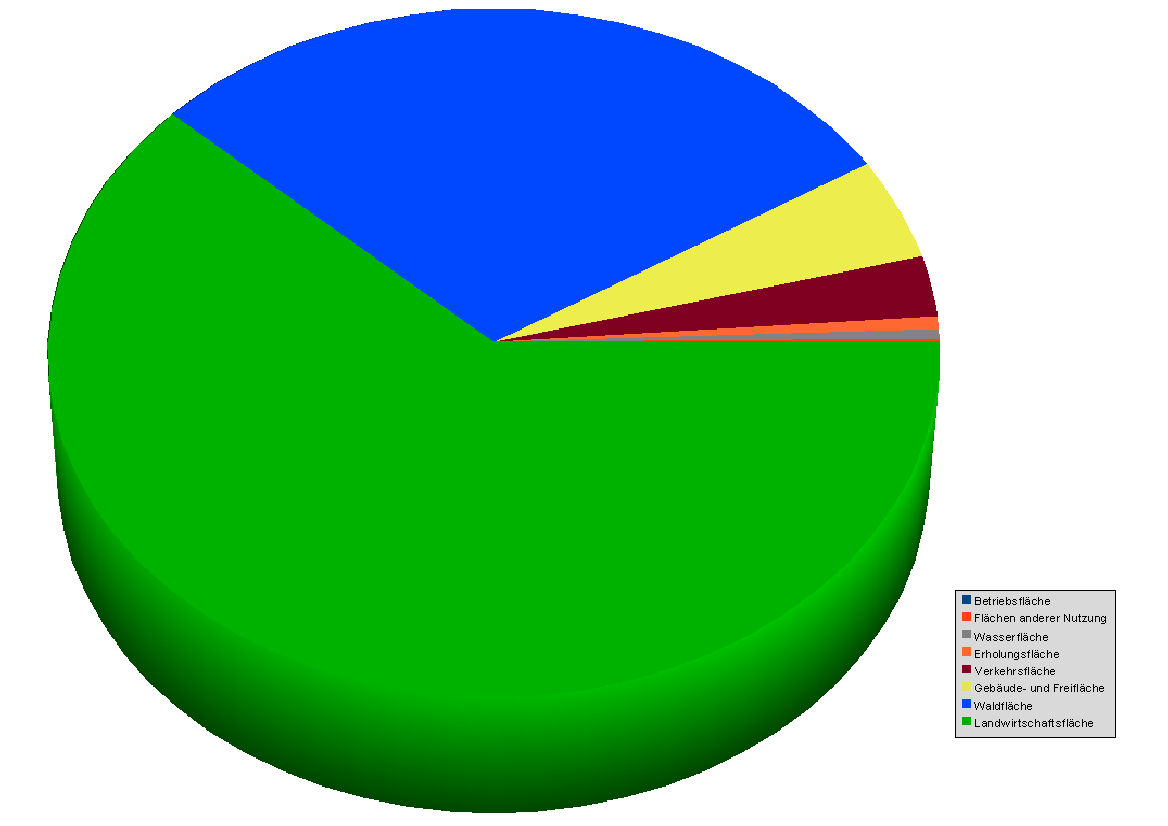
Die Flächenverteilung des Gemeindegebietes Wiggensbach

Auf die gesamte Siedlungs- und Verkehrsfläche entfallen insgesamt etwa 8,3 Prozent bei einer Größe von 264 Hektar.

### Klima
Für Wiggensbach existierte von 1951 bis 2000 im Weiler Schachen eine Messstation für Niederschläge, diese lag auf einer Höhe von 755 Metern. Da die Station nur Niederschläge, aber keine Temperaturen aufzeichnete, lassen sich keine exakten Angaben über die klimatischen Bedingungen für die Gemeinde machen. Die nächste Vergleichsmöglichkeit bieten die in Kempten gemessenen Werte.
Wiggensbach liegt in diesem Vergleich mit durchschnittlichen Niederschlägen von 1487 Millimeter deutlich über den Werten von Kempten (1.272 Millimeter), aufgrund der höheren Lage ist auch davon auszugehen, dass die Durchschnittstemperatur niedriger als die in Kempten gemessenen 6,9 Grad Celsius liegt. Wiggensbach befindet sich klimatisch in der gemäßigten Zone, im Sommer als auch im Winter werden Wetterlagen oft durch den Föhn bestimmt. Aufgrund der hohen Lage des Gemeindegebietes schneit es im Winter mehr als in niedriger gelegenen Nachbargemeinden.
Mittelwerte der Wetterstationen im Weiler Schachen (Angaben über Niederschläge) und Kempten (Angaben der Temperatur) im langjährigen Mittel:
|                        | Jan   | Feb   | Mär   | Apr   | Mai   | Jun   | Jul   | Aug   | Sep   | Okt  | Nov   | Dez   |   |         |
| Mittl. Temperatur (°C) | −2,1  | −1,0  | 2,2   | 6,0   | 10,6  | 14,0  | 16,1  | 15,3  | 12,3  | 7,8  | 2,4   | −1,2  | ⌀ | 6,9     |
|                        |       |       |       |       |       |       |       |       |       |      |       |       |   |         |
| Niederschlag (mm)      | 114,4 | 101,6 | 102,1 | 118,0 | 134,1 | 166,1 | 145,8 | 148,1 | 112,7 | 94,5 | 123,5 | 126,4 | Σ | 1.487,3 |

|  |

|  |

|  |

|  |

|  |

|  |

|  |

|  |

|  |

|  |

|  |

|  |

|  |

|  |

|  |

|  |

|  |

|  |

|  |

|  |

|  |

|  |

|  |

|  |

## Geschichte

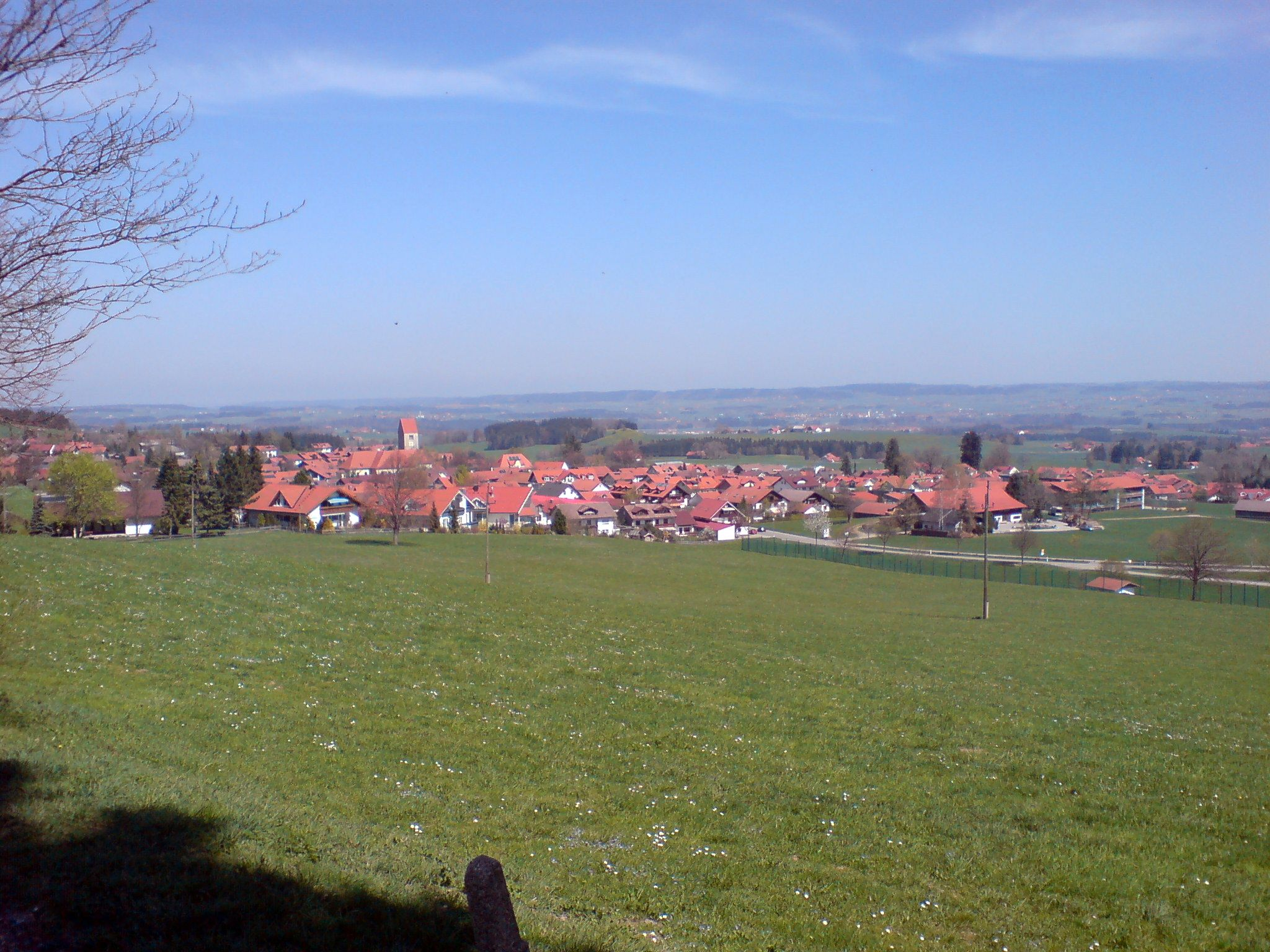
Wiggensbach

### Antike
Es ist nicht bekannt, ob sich in der Antike Menschen im Gemeindegebiet niedergelassen hatten. Durch den Wiggensbacher Schatzfund ist jedoch nachgewiesen, dass sich im 3. Jahrhundert nach Christus in Wiggensbach bereits Menschen aufhielten. Der Hortfund wurde 1888 vom Bauernbub Joseph Mayr beim Kühehüten auf einem Feldweg entdeckt. Ein Teil der Schmuckstücke und Münzen war im Römischen Museum in Kempten (Allgäu) ausgestellt.
In der Nachbargemeinde Altusried wurden Waffen, Gerät und Schmuck aus der Bronzezeit gefunden, in Kempten wurde eine erste Besiedlung vor Christi Geburt nachgewiesen.
Durch das Gemeindegebiet verlief ein Römerweg von Isny nach Altusried; der genaue Verlauf kann heute nicht mehr nachvollzogen werden. Es wurden Reste des Weges in der Nähe eines Weilers zwischen Wiggensbach und Ermengerst gefunden.

### Mittelalter
Die Gründung des Ortsteils Ermengerst datiert noch vor der ersten offiziellen Nennung von Wiggensbach. Aufgrund des Patrons der Kirche, Johannes der Täufer, wird davon ausgegangen, dass Ermengerst als früher Taufkirchort im frühen Mittelalter entstanden ist. 1037 wurde die Ermengerster Burg als Sitz von Dienstmannen genannt. Der Name Ermengerst stammt vermutlich von einem Erminger, der eine Urkunde mit zeichnete. 1288 eroberte unter anderem ein Ritter von Ermengerst die Feste Iberg.
Der Ort Wiggensbach wurde 1182 erstmals als Witingisbach in der Isnyer Klosterchronik erwähnt. Die Herkunft des Ortsnamens ist nicht geklärt. Eine Theorie besagt, dass der Name von einem Einsiedler namens Witigo oder Witgouvo stammt, der sich im Jahr 864 im Nibelgau niedergelassen haben soll. Die andere Theorie entstammt der Isnyer Klosterchronik, in der es heißt: „Bei der Erbauung des neuen Klosters zu Isny haben mit Ihren Beiträgen geholfen: der Volkspriester Martin von Wittingisbach mit seiner Gemeinde…“
Der Markt Wiggensbach wurde 1508 zusammen mit anderen Weilern dem Fürststift Kempten zugeschrieben. Die Burg Suseck, abgebildet auf dem Gemeindewappen, wurde 1525 zerstört. Von der Burg ist heute nur noch der Burgstall erhalten.

### Neuzeit

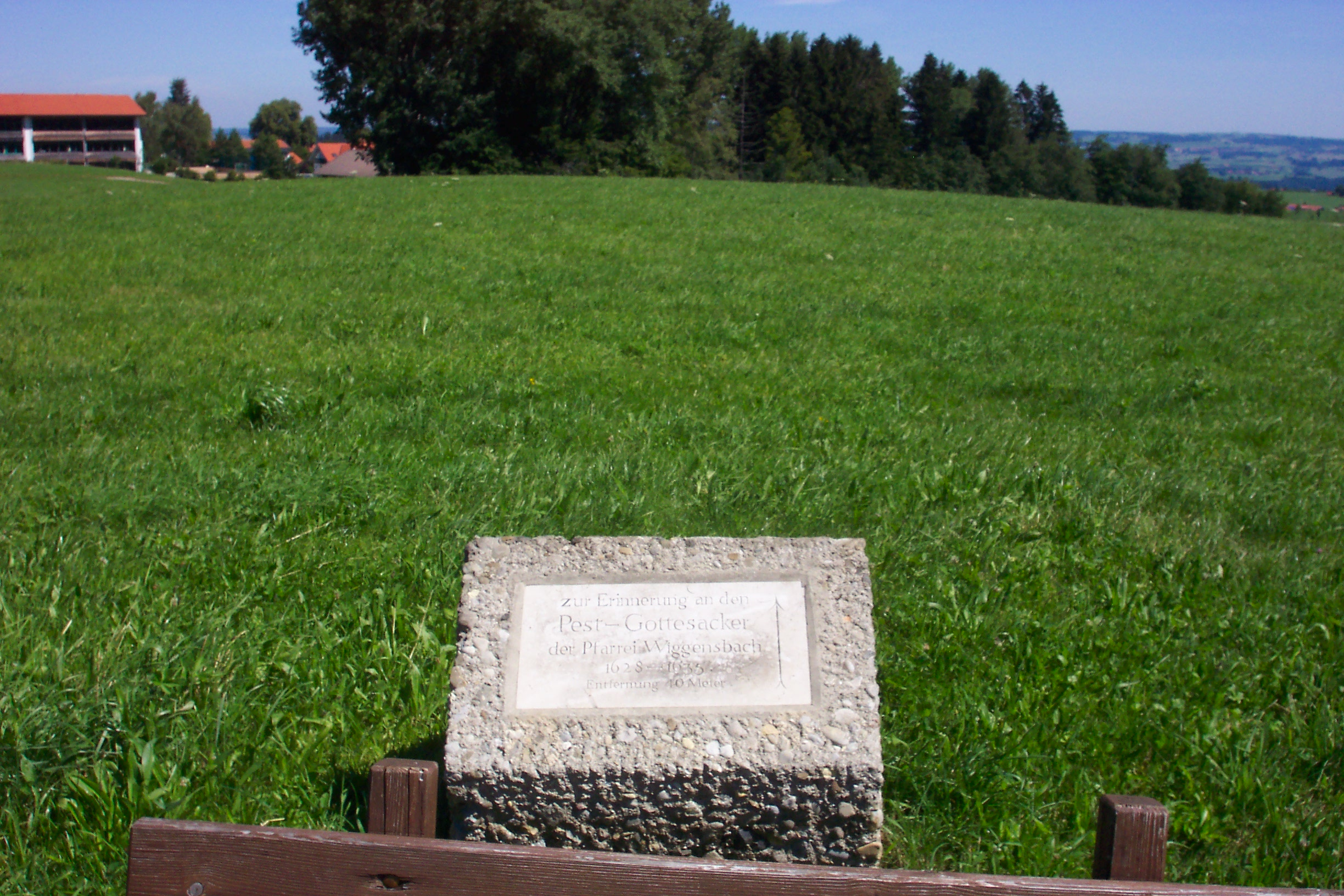
Der Pest-Gottesacker (ehem. Friedhof) mit der Inschrift: „zur Erinnerung an den Pest-Gottesacker der Pfarrei Wiggensbach 1628–1635, Entfernung 40 Meter“

1555 erfolgte in Eckartsberg bei Wiggensbach die erste Vereinödung; Häuser wurden anstatt in Orten in die Einöde gebaut und der zugehörige Grundbesitz neu verteilt. Grund dafür war die erhöhte Brandgefahr durch die enge Bauweise.
Um das Jahr 1620 herum hatte die Pfarrei Wiggensbach 1500 Einwohner. Die Pest raffte im Jahr 1628 820 Menschen dahin, das waren mehr als die Hälfte der Einwohner. 1634 wurde der Markt des Stiftes Kempten nach Wiggensbach verlegt, 1670 der Wochenmarkt auch wieder dort abgehalten, bevor er drei Jahre später wieder endgültig nach Kempten abgegeben wurde. 50 Jahre später, 1684, wurde der Buchenberger Markt nach Wiggensbach verlegt. Wahrscheinlich wurde auch ein Jahrmarkt am Kirchweihfest abgehalten.
Auf Beschluss des Fürstabtes Honorius Roth von Schreckenstein wurde 1780 die Marienkapelle im Kürnachtal errichtet.
Nach dem Reichsdeputationshauptschluss und der Säkularisation im Jahr 1803 wurde der zum Stift Kempten gehörende Ort Bayern zugeschlagen.

### Die Jahre 1850 bis 1950

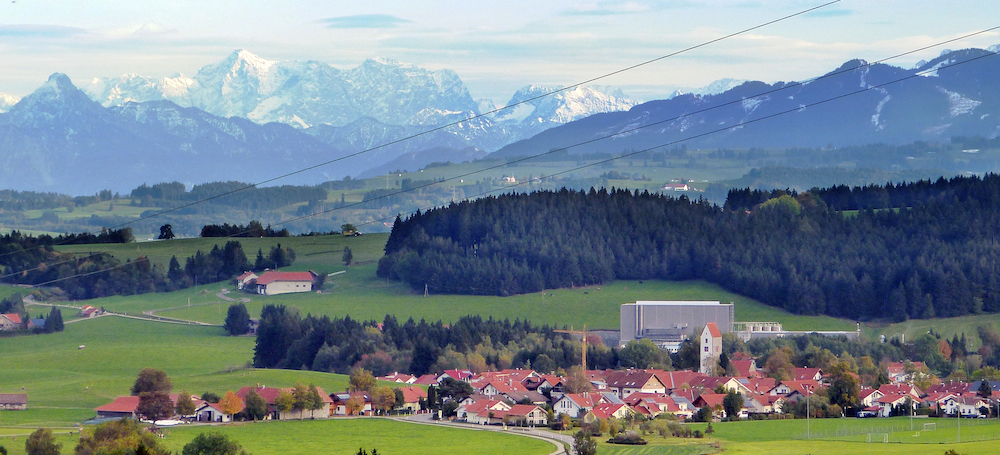
Ermengerst vom Parkplatz Blender aus gesehen

In Wiggensbach bestanden 1851 28 Hauskäsereien, aus welchen sich später zehn Genossenschaftskäsereien bildeten. Die Milchwirtschaft bietet ein wichtiges wirtschaftliches Standbein der Gemeinde.
1868 wurde die Freiwillige Feuerwehr gegründet und 1892 in die beiden auch heute noch bestehenden Abteilungen Wiggensbach und Ermengerst aufgeteilt. 1883 wurde erstmals eine Postablagestelle bei einem Ortskrämer eingerichtet.

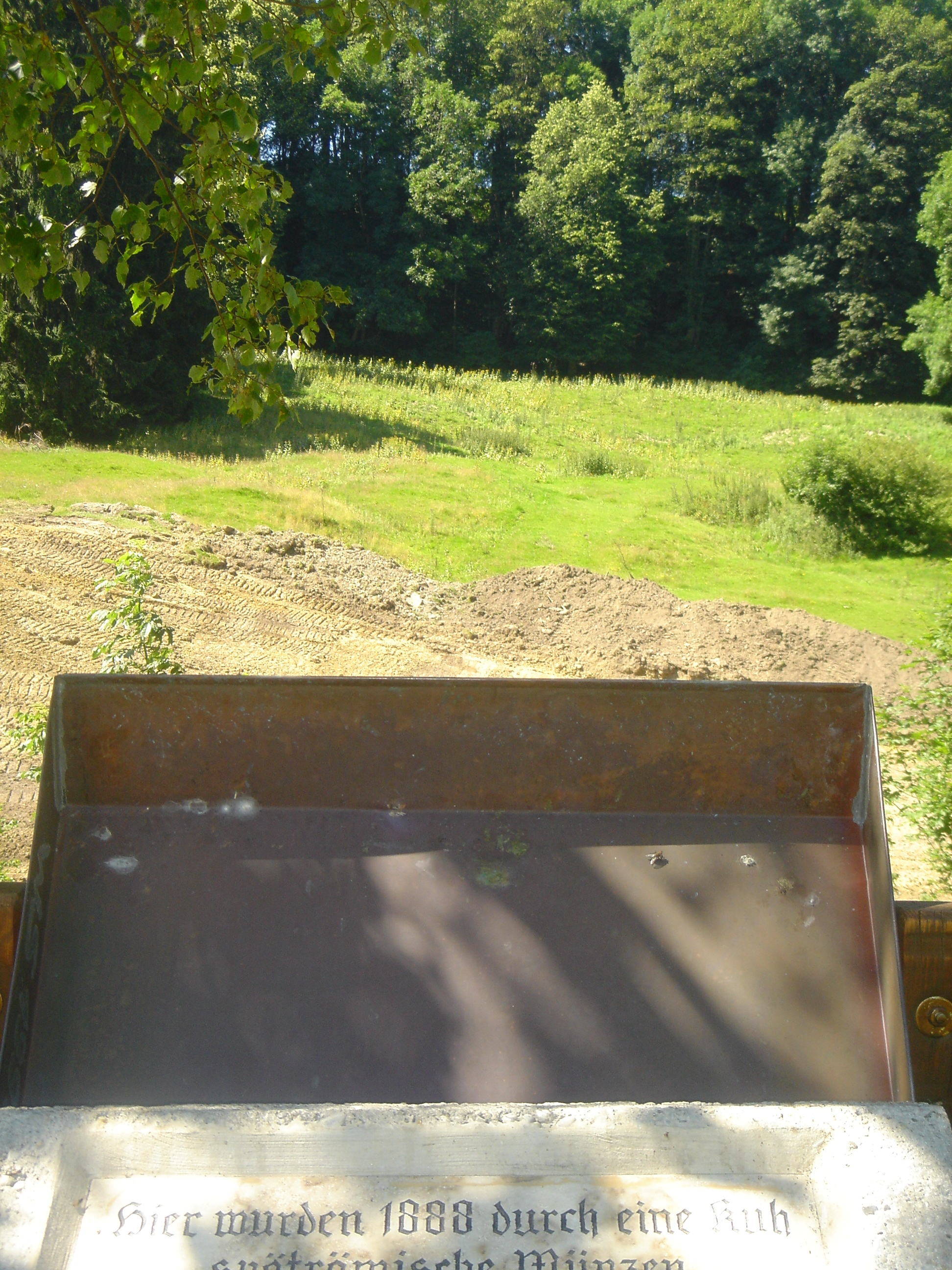
Fundstelle des Wiggensbacher Schatzes, der im oberen Bereich des Felds nahe dem Wald lag

Im Jahr 1888 wurde der sogenannte Wiggensbacher Schatz entdeckt. Dabei handelt es sich um einen Münzfund, der ungefähr 230 n. Chr. von den Römern bei einem Angriff der Alemannen vergraben wurde. Zu Tage gefördert wurde er durch grasende Kühe, die den Boden auf einer Weide abtrugen und so die Münzen freilegten.
Eine Postomnibusverbindung wurde 1898 zwischen Kempten, Rothkreuz (einem heutigen Ortsteil von Kempten), Ermengerst und Wiggensbach eingerichtet. Im Ort gab es nun zwei Postboten. 1909 wurde der Omnibusbetrieb wegen einer neuen Bahnverbindung eingestellt. Im selben Jahr wurde eine Telefonleitung von Kempten nach Wiggensbach eingerichtet. Sie galt als die erste Telefonverbindung im Bezirk Schwaben. 1909 wurde die Bahnverbindung zwischen Kempten und Isny, das sogenannte Isny-Bähnle, mit einer Haltestelle im Ortsteil Ermengerst eröffnet. Diese Bahnverbindung, einstmals die höchststeigende Normalspurbahn in Deutschland, wurde im September 1984 wieder eingestellt.
1912–1914 erfolgte der Bau eines neuen Schulhauses in Wiggensbach.
Die erste Ausgabe des Marktblattes der Marktgemeinde Wiggensbach erschien 1927. Es ist bis heute das Organ der Gemeinde für öffentliche Ankündigungen und Bekanntmachungen. 1928 wurde eine zweite Anbindung an den öffentlichen Nahverkehr nach Kempten eingerichtet, anfangs mit einem Mietwagen, später mit Omnibussen.
Die Umfassungsmauer des südlich von Wiggensbach gelegenen ehemaligen Pestfriedhofes wurde 1935 freigelegt. 1936 wurde im Weiler Kochs eine Badeanstalt eröffnet, 1938 die Kapelle in Bachtels erbaut.
In den Jahren 1946 und 1947 erhielt Wiggensbach eine Kanalisation. 1947 wurde die Kapelle in Schmidsreute errichtet.

### Die Jahre 1950 bis zur Gegenwart

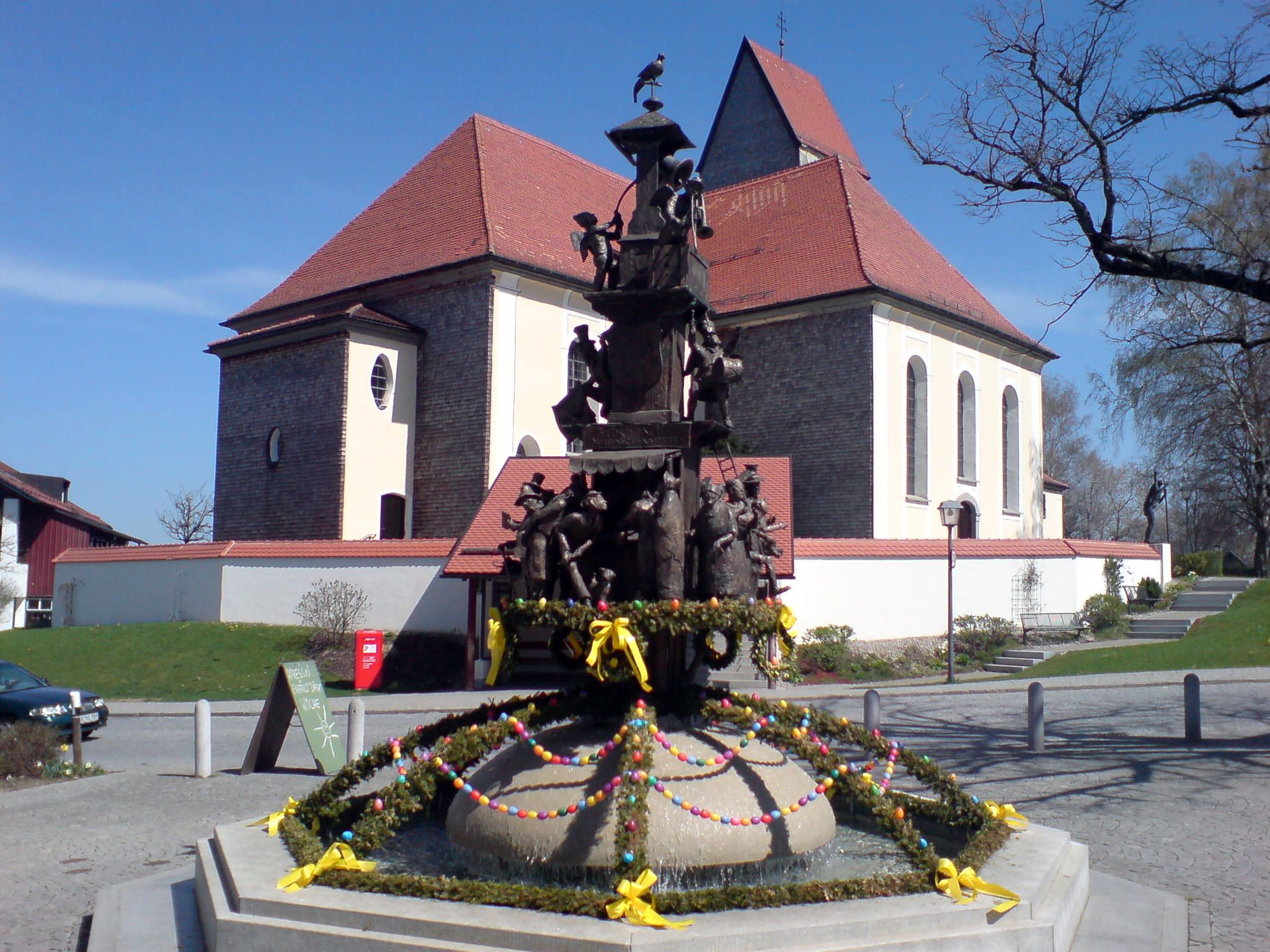
Der Dorfbrunnen mit Osterschmuck und der Pfarrkirche im Hintergrund

Im Jahr 1951 wurde die Gemeinde zur Marktgemeinde erhoben, die 1958 und 1967 die Wasserver- und -entsorgung Wiggensbachs mit der Kolben- und der Schorenquelle sowie der Sammelkläranlage sicherte.
Die letzten Sennereien der Gemeinde wurden zwischen 1965 und 1970 aufgelöst und 1966 die Hand- und Spanndienste abgeschafft.
Im Jahr 1967 wurde das gemeindliche Schulwesen umgestaltet. Die bis dahin selbstständigen Schulen in Bachtels, Schmidsreute und Ermengerst wurden aufgelöst, die Schüler mit einem Schulbus zur Grund- und Teilhauptschule Wiggensbach gebracht. Man gründete einen Schulverband mit Buchenberg, wo ab 1979 die Hauptschule mit der sechsten Klasse weitergeführt wurde.
Wiggensbach erhielt 1971 den Status eines staatlich anerkannten Erholungsortes. Mit der Gemeindegebietsreform in Bayern behielt Wiggensbach seine Selbstständigkeit ohne Gebietsänderung. Ermengerst wurde 1975 an die öffentliche Buslinie angeschlossen. 1979 wurde die Pfarrkirche St. Pankratius außen und in den Jahren 1982 und 1983 innen renoviert.
Das neue Rathaus am Marktplatz wurde 1984 gebaut. Baumaßnahmen in den Jahren 1992 bis 2003 umfassten das Wiggensbacher Informationszentrum im alten Schulhaus, das Feuerwehrhaus, das Freibad, einen Sportplatz und den Friedhof.

### Entwicklung der Einwohnerzahlen
Das einschneidendste Datum in der Wiggensbacher Geschichte war das Jahr 1628, als mehr als die Hälfte der Bevölkerung der Pest zum Opfer fiel. Die weitere Entwicklung der Einwohnerzahlen richtete sich stark nach den vorhandenen Erwerbsmöglichkeiten; im Mittelalter, beschränkt auf die Landwirtschaft, stieg die Zahl der Bewohner nicht so stark wie nach dem Beginn der Industrialisierung und dem damit verbundenen Aufstieg Kemptens – auch im Umland ließen sich mehr Menschen nieder.
Die Tabelle stellt eine Übersicht über die Einwohnerzahlen dar:
Zwischen 1988 und 2018 wuchs die Gemeinde von 3525 auf 5044 um 1519 Einwohner bzw. um 43,1 % – der zweithöchste prozentuale Zuwachs im Landkreis Oberallgäu im genannten Zeitraum.
| Jahr | Einwohner |
| ---- | --------- |
| 1620 | 1500      |
| 1905 | 2031      |
| 1925 | 2235      |
| 1933 | 2224      |
| 1939 | 2138      |

| Jahr | Einwohner |
| ---- | --------- |
| 1950 | 2898      |
| 1961 | 2650      |
| 1970 | 2586      |
| 1980 | 3177      |
| 1987 | 3468      |

| Jahr | Einwohner |
| ---- | --------- |
| 1990 | 3751      |
| 1995 | 4254      |
| 2000 | 4458      |
| 2005 | 4645      |
| 2010 | 4795      |

| Jahr | Einwohner |
| ---- | --------- |
| 2015 | 4955      |
| 2020 | 5049      |

## Religion

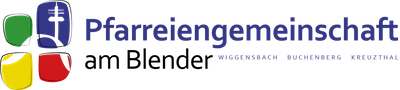
Logo Pfarreiengemeinschaft am Blender

Der überwiegende Teil der Bevölkerung ist katholisch. Im Jahr 1987 waren von 3468 Einwohnern 2898 katholisch und 383 evangelisch. Das entspricht einem Anteil von 83,5 Prozent Katholiken. Für 2009 spricht die Statistik von 3430 katholischen Einwohnern mit Erstwohnsitz in der Gemeinde. Das sind 71,4 Prozent. Einen katholischen Gottesdienst besuchen nach zwei Zählungen etwa 400 Leute in allen Gemeindeteilen, damit liegt deren Anteil bei 8,3 Prozent der Gesamtbevölkerung.
Seit September 2013 ist die Katholische Pfarrgemeinde St. Pankratius mit der Pfarrei St. Magnus, Buchenberg und der Pfarrei St. Martin, Kreuzthal in der Pfarreiengemeinschaft am Blender zusammengelegt.

## Politik
Wiggensbach ist seit März 2007 ein Kleinzentrum.

### Gemeinderat
Die Gemeinderatswahlen seit 2008 ergaben folgende Stimmenanteile und Sitzverteilungen:

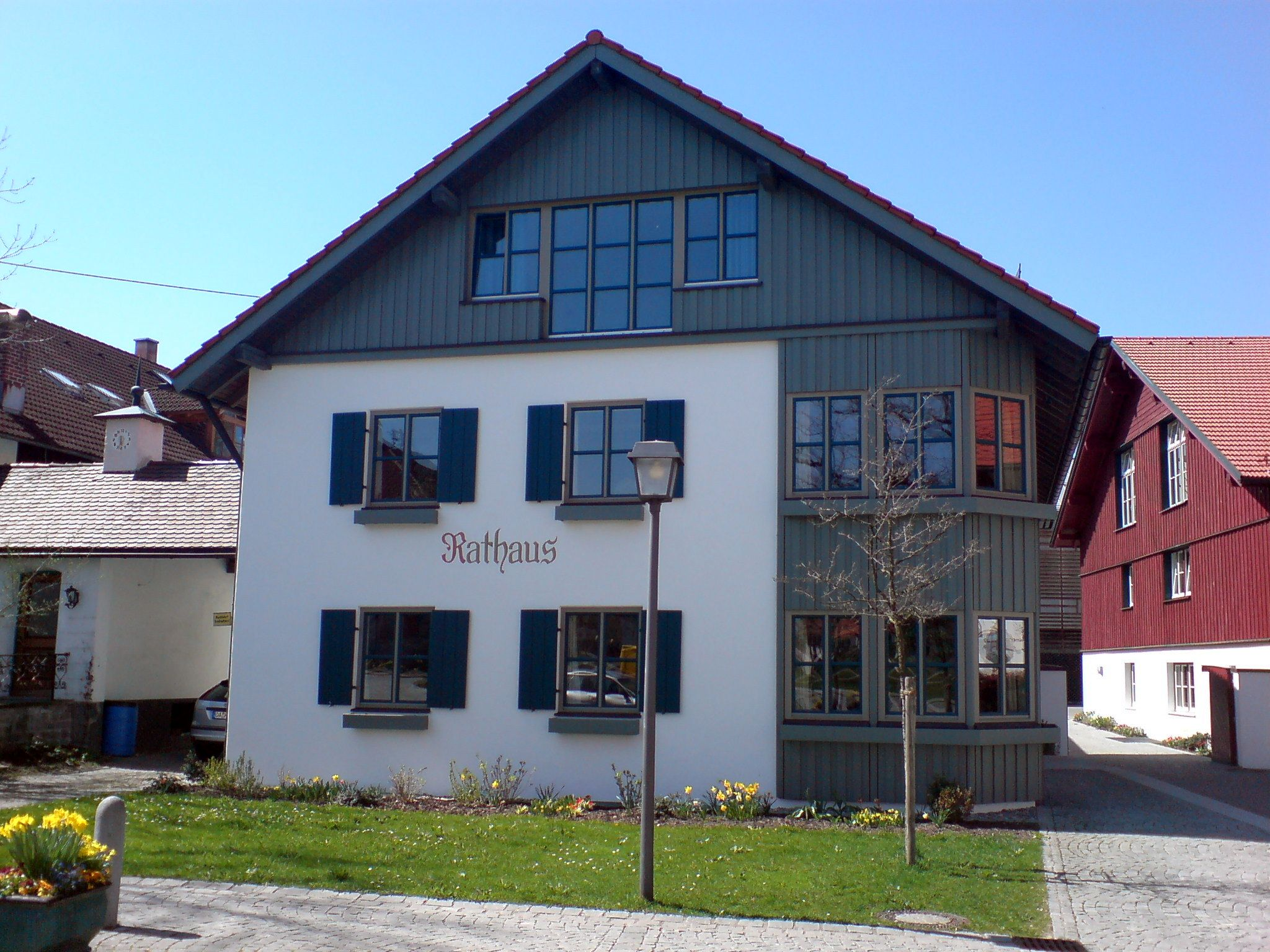
Das Wiggensbacher Rathaus am Marktplatz

| Partei          | 2020    | 2020    | 2014   | 2014   | 2008   | 2008   |
| Partei          | %       | Sitze   | %      | Sitze  | %      | Sitze  |
| --------------- | ------- | ------- | ------ | ------ | ------ | ------ |
| CSU             | 29,40   | 6       | 42,1   | 7      | 36,6   | 6      |
| Grüne           | 17,80   | 4       | –      | –      | 11,3   | 2      |
| Freie Wähler    | 36,20   | 7       | 38,0   | 6      | 34,1   | 6      |
| Junge Liste     | 16,60   | 3       | –      | –      | –      | –      |
| SPD/Grüne       | –       | –       | 17,9   | 3      | –      | –      |
| SPD             | –       | –       | –      | –      | 14,0   | 2      |
| FDP             | –       | –       | 2,0    | –      | 3,9    | –      |
| Gesamt          | 100     | 20      | 100    | 16     | 100    | 16     |
| Wahlbeteiligung | 65,60 % | 65,60 % | 59,2 % | 59,2 % | 62,1 % | 62,1 % |

### Wappen
| | Blasonierung: „In Blau auf grünem Hügel eine silberne Burg mit zwei Zinnentürmen und roten Dächern, zu deren Tor eine goldene Brücke führt.“ |
| Wappenbegründung: Das Wappen zeigt die Veste Seiseck (auch Suseck genannt), auch als Burg von Wiggensbach bezeichnet, in einer heraldischen Darstellung. Die Farben Rot und Blau symbolisieren die Landesherrschaft des Fürststifts Kempten. Das Wappen wurde der Gemeinde 1949 durch das Bayerische Innenministerium verliehen. Der Ort beantragte diese Verleihung bereits 1937, aufgrund des Kriegsausbruches kam es nicht mehr zur Verleihung durch den Reichsstatthalter. Die Wiggensbacher Wappengeschichte weist eine Besonderheit auf. Die Gemeinde stellte bereits 1925 den Antrag, ein Wappen führen zu dürfen, dieses Wappen hätte „in Gold die Halbfigur des nimbierten heiligen Pankratius mit rotem Rock und blauem Mantel“ gezeigt. Auch hier wären die Farben Blau und Rot als Zeichen für die Landesherrschaft des Fürststifts vorgesehen gewesen. Zu einer Verleihung kam es nicht. | |

### Partnerschaft
Die Gemeinde hat seit 1985 eine Partnerschaft mit Hattstatt im Elsass, etwa acht Kilometer südlich von Colmar im Département Haut-Rhin (Frankreich).

## Wirtschaft und Tourismus

### Wirtschaft
Hauptarbeitgeber in Wiggensbach sind zwei mittelständische Industriebetriebe (Swoboda KG – Automobilzulieferindustrie, EK-Pack Folien – Verpackungsindustrie), die zusammen für etwa 830 Arbeitsplätze sorgen. Damit stellen diese beiden Unternehmen nahezu zwei Drittel der insgesamt 1.311 sozialversicherungspflichtigen Arbeitsplätze am Wohnort.
Neben der Industrie ist der primäre Sektor – insbesondere die Landwirtschaft mit der Milchviehaufzucht – der zweitwichtigste Arbeitgeber. Für andere Agrarprodukte sind die klimatischen Bedingungen in der hochgelegenen Gemeinde nicht geeignet.
Der Tourismus ist neben Handwerksbetrieben ein weiteres wirtschaftliches Standbein der Gemeinde. Durch die zentrale Lage im Allgäu sind touristische Ziele einfach zu erreichen. Die Gemeinde macht den Gästen am Ort auch selbst einige Freizeitangebote.
2006 wies die Gemeinde eine durchschnittliche Arbeitslosigkeit von 6,0 Prozent auf. Damit lag sie über dem bayerischen Durchschnitt von 5,1 Prozent.

### Tourismus in Wiggensbach
Durch das Gemeindegebiet verlaufen die Oberschwäbische Barockstraße, der Oberallgäuer Rundwanderweg sowie der Bayerisch-Schwäbische Jakobsweg.

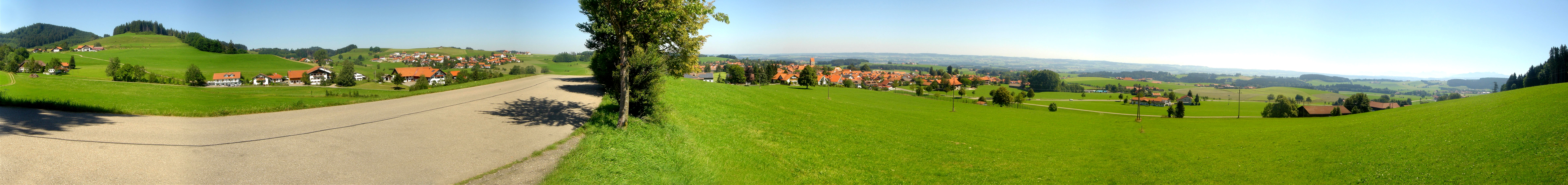
Panoramasicht über die Gemeinde

Im Gemeindegebiet bestehen 425 Gästebetten, meist angeboten in Form von Gästezimmern oder kleinen Pensionen.

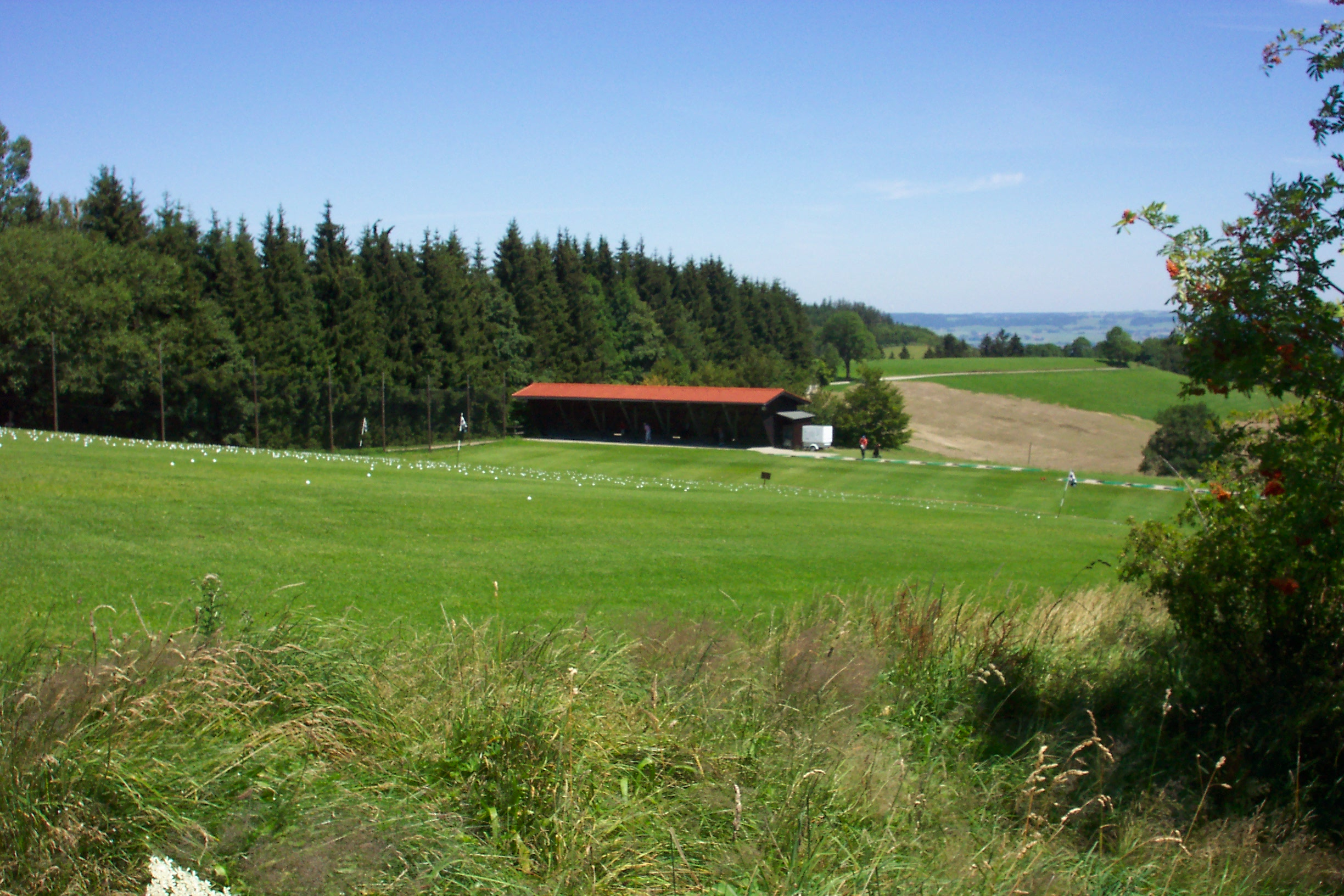
Die Driving Range des Wiggensbacher Golfplatzes

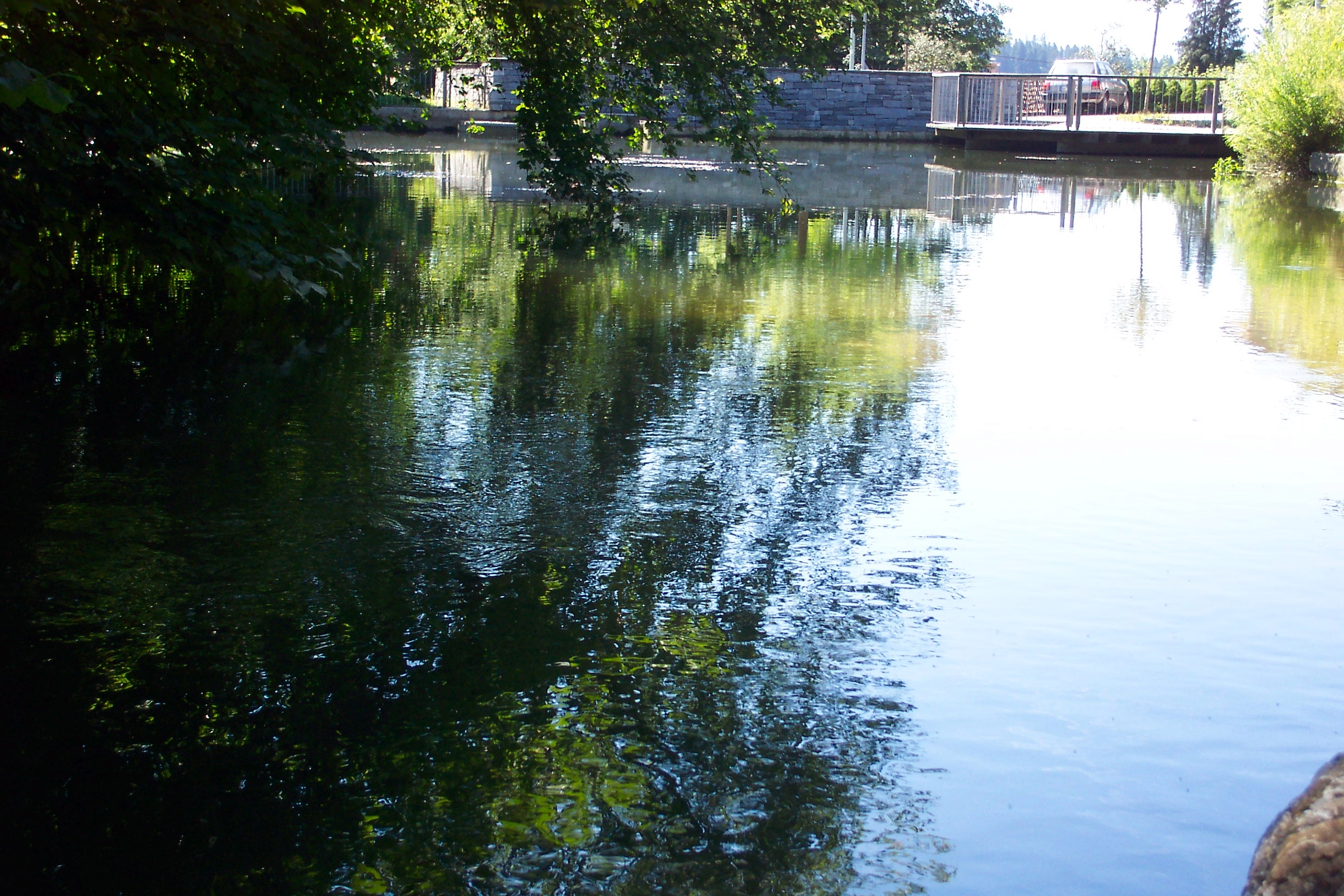
Der Ermengerster Dorfweiher, im Zentrum gelegen

Wiggensbach bietet einen Käselehrpfad um das Dorf herum an, auf dem Touristen die Herstellung von Käse beobachten können. Zusätzlich zum Lehrpfad wurde eine Schaukäserei eingerichtet. Im Sommer ist das Wandern auf ausgeschilderten Touren möglich, an den Routen sind Hinweistafeln mit Informationen zur Strecke und zu Besonderheiten aufgestellt. Insgesamt sind im Gemeindegebiet 73 Kilometer Wanderwege ausgeschildert mit Strecken von 3 bis 15 Kilometer Länge. Daneben sind Sportarten wie Tennis oder Schwimmen (im gemeindeeigenen Freibad) möglich. Im Winter werden bei entsprechenden Schneeverhältnissen Loipen mit einer Länge von wahlweise sechs oder acht Kilometer gespurt.
Die Gemeinde besitzt den höchstgelegenen Golfplatz Deutschlands (Abschlagplatz auf 1011 Meter). Der Blender ist neben einem markanten Blickfang auch ein Aussichtspunkt für einen Überblick über die Bayerischen Alpen.
In Ermengerst treffen sich der bayerisch-schwäbische und der Münchner Jakobsweg, um danach vereint in Richtung Weitnau weiterzuführen.

## Infrastruktur

### Verkehr

#### Straßenverkehr
Wiggensbach liegt an der Kreisstraße OA 15 (Verlauf zwischen Wiggensbach und Altusried) sowie an der OA 13 (Verlauf zwischen Wiggensbach und Kempten) und an der Staatsstraße 2376, die nicht direkt durch die Ortsmitte, sondern durch das südliche Gemeindegebiet verläuft. Ein kurzer Abschnitt der Kreisstraße OA 14 führt durch das nördliche Gemeindegebiet. Direkte Anbindungen an eine Autobahn oder Bundesstraße bestehen nicht. Wiggensbach ist von der nächsten Anschlussstelle der Autobahn A 7 nach ungefähr 10 Kilometer entweder in Kempten oder in Dietmannsried zu erreichen. Die Autobahn verläuft östlich des Gemeindegebiets. Andere überregionale Straßen in der Nähe sind die A 980 als Teil der B 12 und die B 19, alle durch Kempten – und somit auch östlich oder südlich – verlaufend.

#### Öffentliche Verkehrsmittel
Die nächste Zuganbindung ist nach der Stilllegung der Bahnstrecke Kempten–Isny der Kemptener Bahnhof mit Regionalverkehrszügen; nach Kempten führt eine Buslinie von Ermengerst über Wiggensbach und diverse Weiler und Ortschaften.

#### Flugverkehr
In Durach befindet sich der nächste Sportflugplatz in einer Entfernung von etwa 14 Kilometern, der nächste regionale Verkehrsflughafen ist der Flughafen Memmingen in rund 40 km Entfernung in nördlicher Richtung.

### Bildungseinrichtungen
Die Gemeinde hat unter dem Dach von „Wiggensbach für Kinder“ drei Kindertageseinrichtungen: Krippe mit fünf Gruppen, Kindergarten mit acht Gruppen (eine davon in Ermengerst) und die Schulkindbetreuung. 2015 wurden insgesamt 186 Kinder betreut. Die Grundschule Wiggensbach hat neun Klassen mit 182 Schülern (Stand 2015). Die Gemeinde gehört ab der fünften Jahrgangsstufe zum Sprengel der Mittelschule in Buchenberg, die weiterführenden Schulen sind in Kempten.
Weiterhin ist im Schulzentrum eine Volkshochschule untergebracht, im Zentrum befinden sich im Gebäude des Wiggensbacher Informationszentrums die Gemeindebücherei sowie die Heimatkundliche Sammlung mit Ausstellungsstücken, unter anderem zur Wiggensbacher Geschichte, Entwicklung der Landwirtschaft und zur religiösen Kultur.

### Behörden und Ämter
Wiggensbach unterhält kommunale Behörden, wie den Gemeindevorstand mit Rathaus und Gemeinderat, den Bauhof, das Einwohnermeldeamt sowie das Sozialamt, das Standesamt und das Amt für Tourismus und Kultur.

## Kultur und Sehenswürdigkeiten

### Kultur

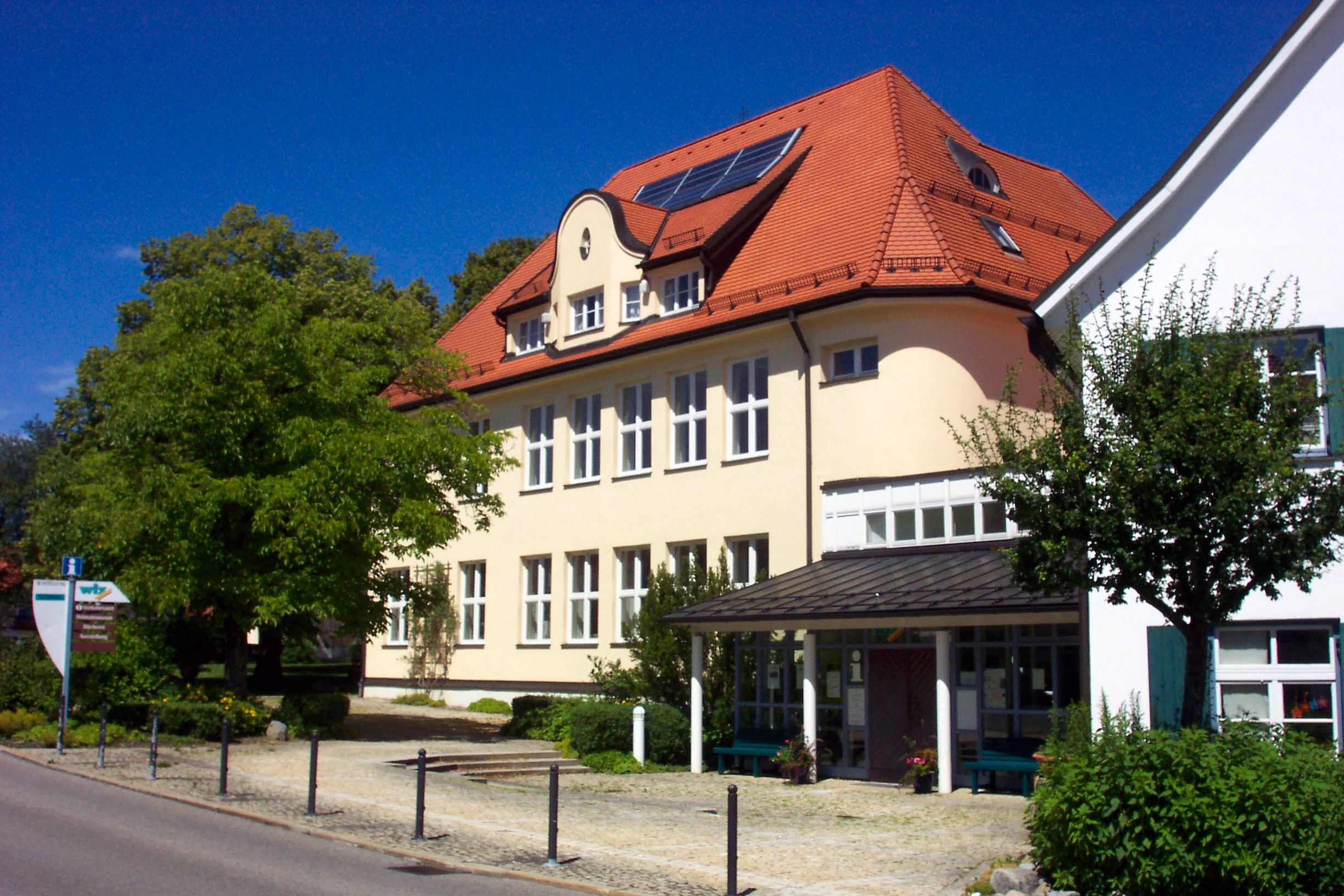
Das Wiggensbacher Informationszentrum

Neben den Dauerausstellungen in der Käserei und der Heimatkundlichen Sammlung finden im Wiggensbacher Informationszentrum verschiedene Ausstellungen regionaler Künstler statt.
Einmal im Jahr wird um Ostern ein Bauerntheater aufgeführt, dabei handelt es sich um volkstümliche Komödien, welche das dörfliche und bäuerliche Leben zum Inhalt haben.

Logo des Ostertheaters Wiggensbach

Daneben treten regionale Musiker und Künstler in unregelmäßigen Abständen auf.
Die beiden Veranstaltungshöhepunkte im Jahr stellen die Dorffeste in den Gemeindeteilen Wiggensbach und Ermengerst (Ende Juni) dar.

### Sehenswürdigkeiten
Neben den nachstehenden Sehenswürdigkeiten gibt es im Gemeindegebiet noch einige kleinere Kapellen, diese sind teilweise reichlich ausgestattet.

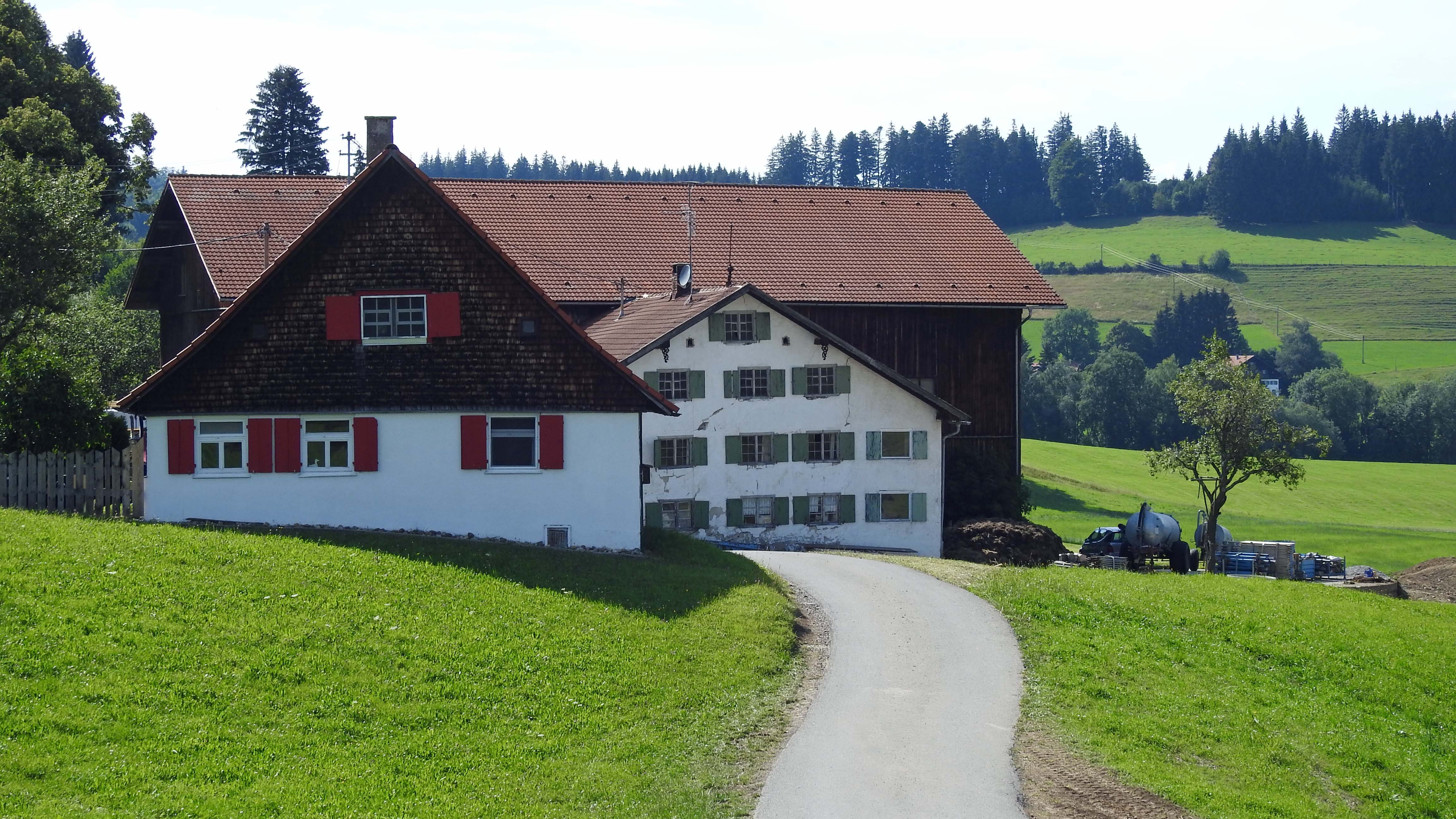
Blenden

#### Wiggensbacher Schatz
Als Wiggensbacher Schatz wird ein Münz- und Schmuckfund bezeichnet, der im Jahr 1888 zufällig entdeckt wurde. Dabei scharrte eine Kuh die Münzen an der Waldegger Höhe aus dem Boden. Die Münzen stammen aus der Zeit vom 1. bis 3. Jahrhundert nach Christus und wurden dort vermutlich kurz vor dem Allemanneneinfall im Jahr 233 nach Christus vergraben. Bis 2018 war ein Teil des Schatzes in der Römischen Sammlung im Zumsteinhaus in Kempten ausgestellt. Im neuen Kempten-Museum, das dort im Dezember 2019 eröffnet wurde, ist er nicht mehr Teil der Ausstellung.

#### Burgstelle in Wiggensbach

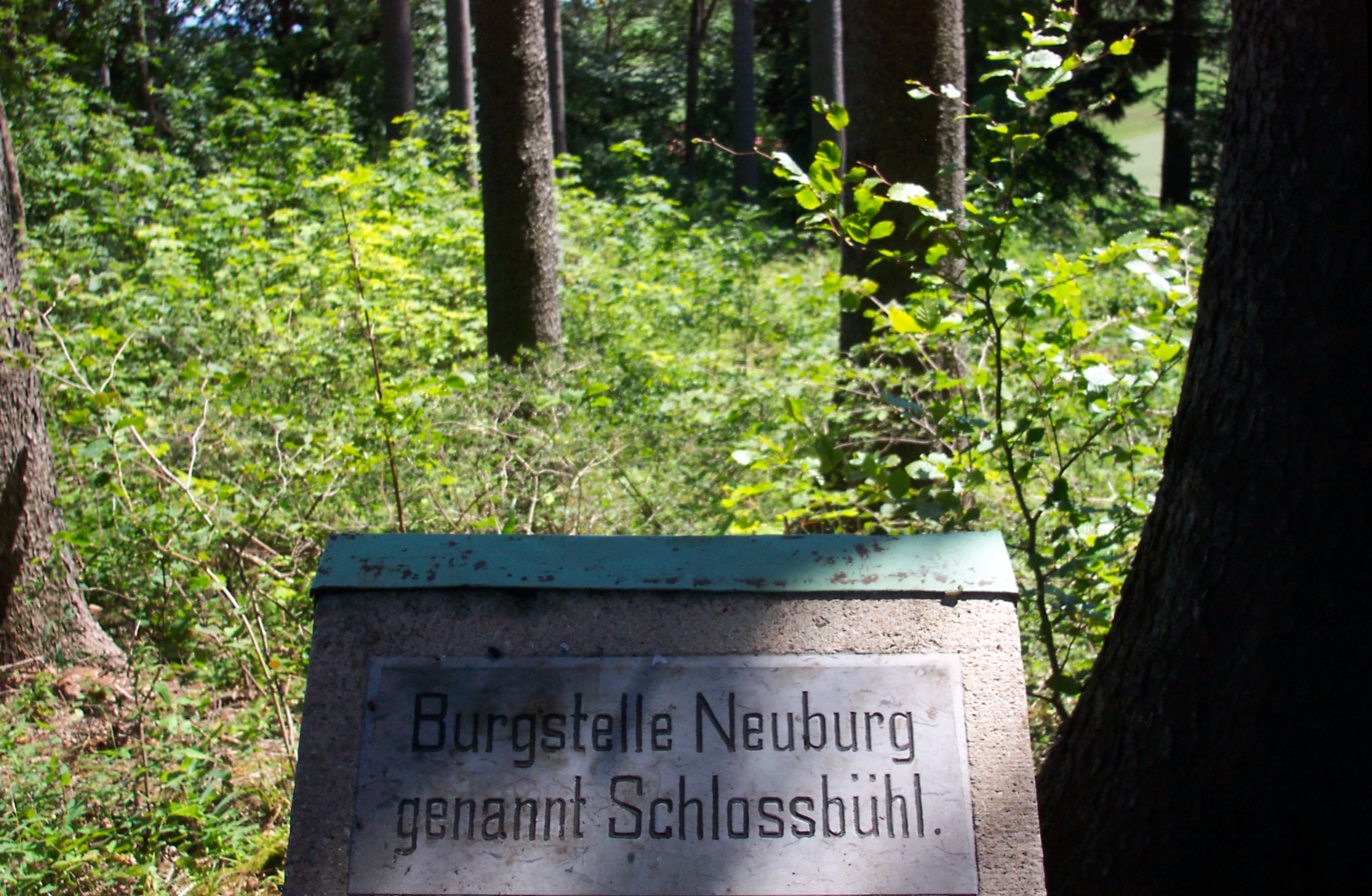
Burgstelle Neuburg

Das Gemeindegebiet war im Mittelalter aufgrund seiner hügeligen Landschaft und der Lage zwischen den Zentren Kempten und Isny beziehungsweise Lindau ein beliebter Grund, um Burgen und Vesten zu errichten. Allerdings ist keiner dieser Bauten erhalten. Der sogenannte Burgstall bezeichnet dabei den überlieferten oder wiederentdeckten Ort der ehemaligen Gebäude. Für das Gemeindegebiet Wiggensbach lassen sich zumindest fünf Burgstellen nachweisen: Die Burgstätte, ungefähr 750 Meter nordwestlich der Wiggensbacher Pfarrkirche bei Burg; der Schlossbühl in etwa zwei Kilometer Entfernung westlich der Kirche und 350 Meter östlich von Waldegg; Raunberg, südwestlich an Raunberg gelegen; die Ermengerster Burg in ungefähr 850 Metern südsüdöstlich der Ermengerster Kirche gelegen sowie die Burg Suseck, heute im Wappen der Gemeinde enthalten.
siehe auch Burg Kutten, Burg Schmidsreute
Von den ehemaligen Burgen haben viele Weiler der Gemeinde die Namen übernommen. An der Burgstelle Neuburg, genannt Schlossbühl, in der Nähe des Golfplatzes wurde ein Gedenkstein errichtet, der die genaue Position der Burg markiert.

#### St. Pankratius in Wiggensbach

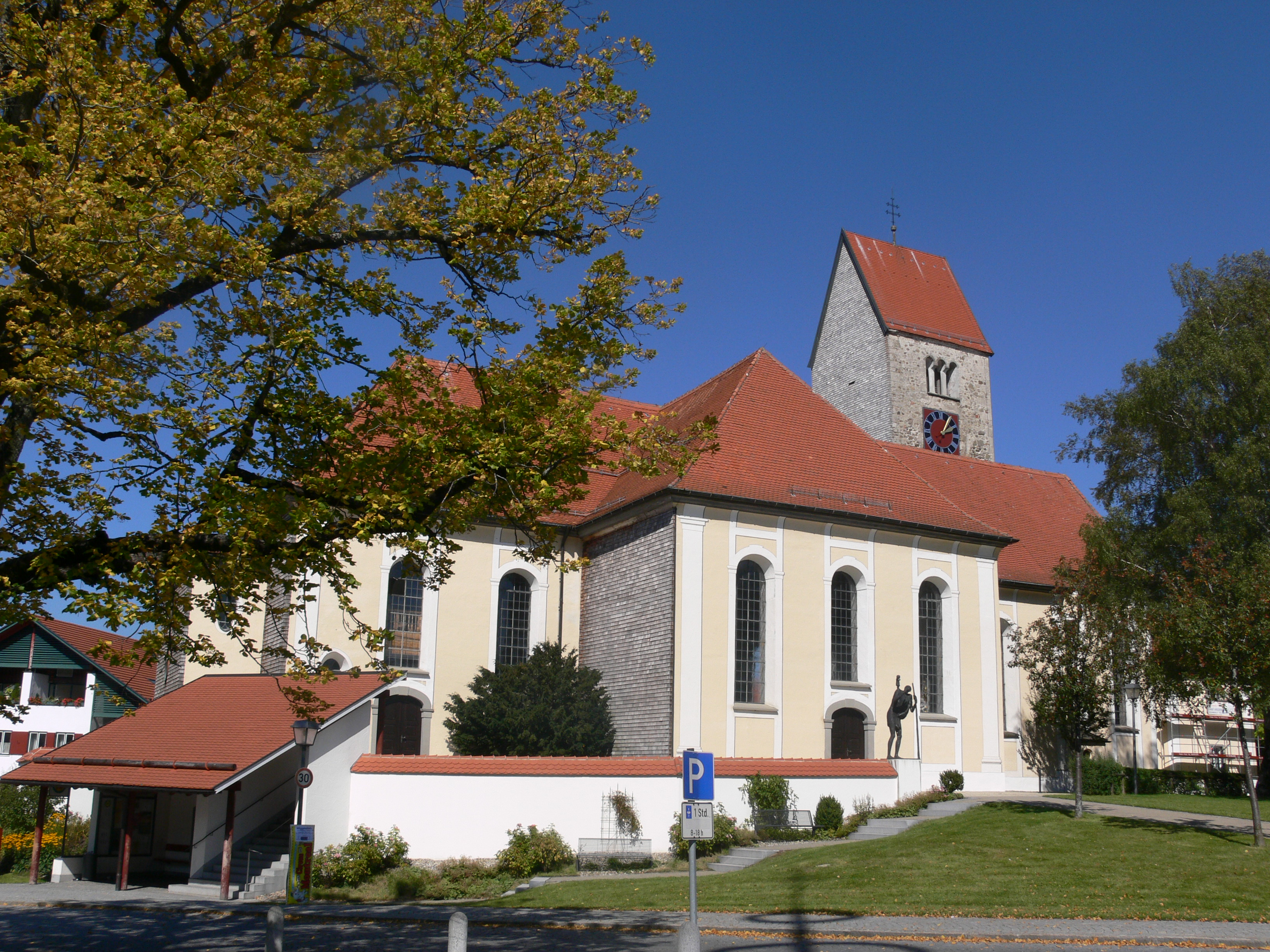
Pfarrkirche St. Pankratius

Die im späten Mittelalter erbaute Pfarrkirche St. Pankratius wurde nach einem durch einen Brand entstandenen Schaden durch den Architekten und Baumeister Johann Georg Specht ab dem Jahr 1770 im Rokokostil erweitert beziehungsweise neu gebaut. Die im Innenraum angebrachten Fresken stammen von Franz Joseph Hermann und die Stuckmarmoraltäre wurden von Johann Georg Wirth erbaut. Die Kirche wurde in den Jahren 1901 bis 1903 und 1981 bis 1983 umfassend renoviert.
Die Kirche ist dem Heiligen Pankratius geweiht. Der Hochaltar stammt aus dem Jahr 1773.

#### Gotische Kirche in Ermengerst

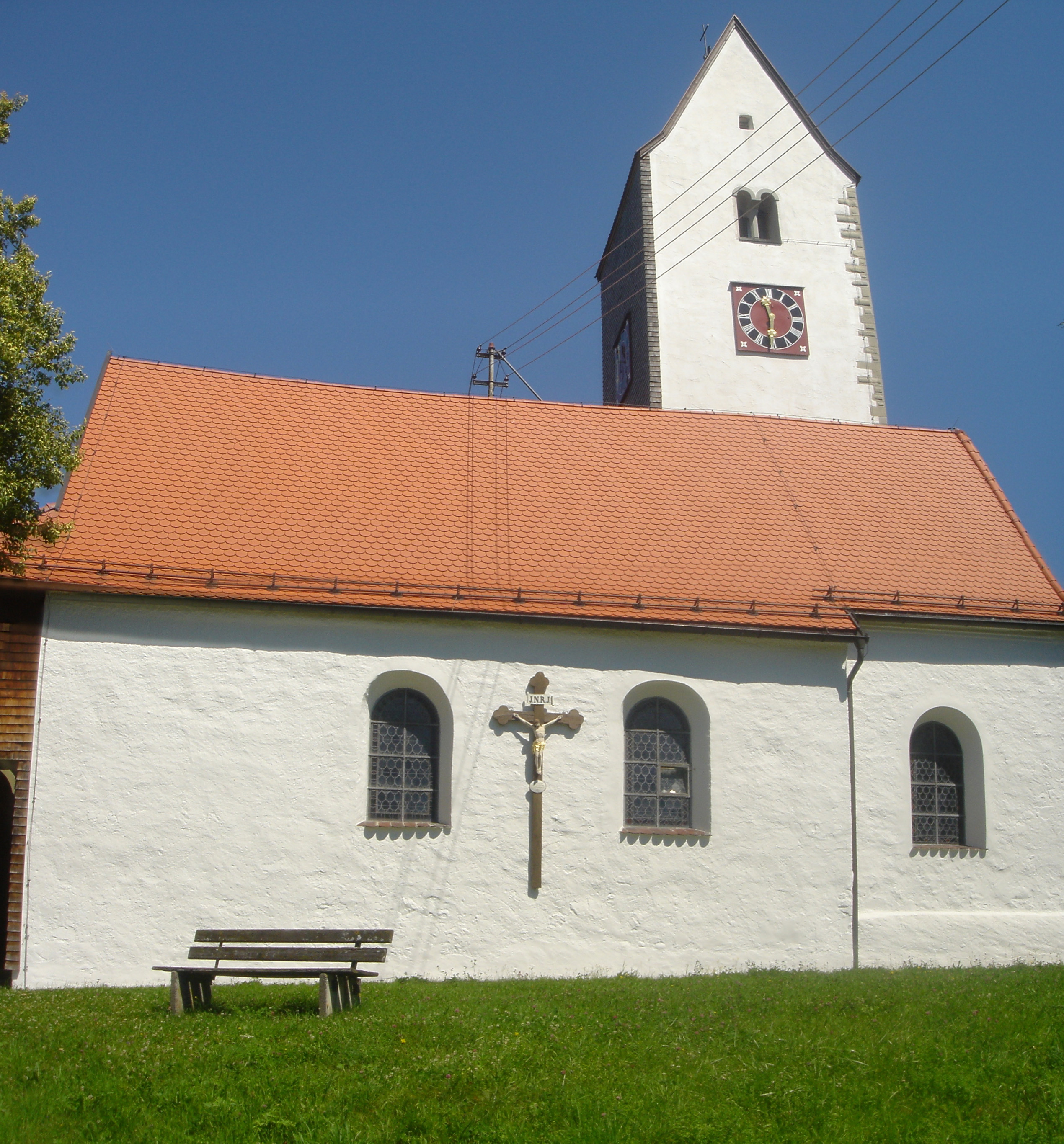
Die Ermengerster Kirche

Erstmals erwähnt wurde eine Kapelle in Ermengerst im Jahr 1360 in einem Abgabenverzeichnis des Bistums Konstanz. Die heutige Ermengerster Kirche wurde im späten 15. Jahrhundert errichtet, Kirchenpatron ist Johannes der Täufer. Eine der Glocken stammt aus dem Jahr 1489. Unter Rupert von Bodman, Fürstabt in Kempten, wurde die Kirche im Zeitraum zwischen 1680 und 1690 verlängert. Zudem wurden einzelne Arbeiten wie Altäre, Kanzel und Gestühl im Stil des Frühbarock angebracht. Das Wappen des Fürstabtes ist am Chorbogen angebracht worden. 1805 sollte die Kirche abgerissen werden, durch eine Zahlung von 500 Gulden an den Staat kaufte die Ermengerster Bevölkerung „ihre“ Kirche zurück. In den Jahren 1970 und 1971 fand eine Innenrenovierung statt, 1982 folgte eine Außenrenovierung.
In einer Vitrine sind barocke Figuren aus der Verzierung der Kanzel ausgestellt. Die Kirche ist bis auf ein Deckengemälde von Huwyler, angebracht im Jahr 1503, im Originalzustand erhalten. Das Altarbild zeigt den Hl. Rochus, seitlich des Altars wurden Fresken freigelegt.

## Vereine
Wiggensbach zeichnet sich durch ein ausgeprägtes Vereinsleben mit sehr unterschiedlicher Ausrichtung aus. Der größte Verein – der Turn- und Sportverein Wiggensbach – hat 14 Abteilungen. Neben den verschiedenen Sportvereinen gibt es mehrere, die sich um die Pflege des Brauchtums bemühen, beispielsweise der Heimatverein, der Trachtenverein oder der Verein der Alphornbläser.
Der bekannteste Wiggensbacher Verein für Fotografen sind die »Fotofreunde Wiggensbach«. Der Verein ist über die Landesgrenzen hinaus bekannt und hat schon mehrere nationale Preise auf Fotoausstellungen erhalten.
Insgesamt sind in Wiggensbach mehr als 55 Vereine und Verbände aktiv.

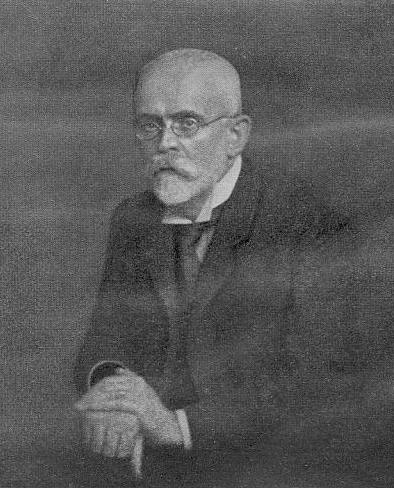
Karl Krumbacher

## Söhne und Töchter des Ortes
- Karl Krumbacher (1856–1909), Begründer der Byzantinistik
- Franz Xaver Knoll (1859–1930), Sohn des gleichnamigen Malers, 1912 Professur, Federzeichnungen für die Fliegenden Blätter
- Josef Karg (1936–1993), Architekt
- Gebhard Kaiser (* 1948), Landrat (1996–2014) des Landkreises Oberallgäu
- Ralph Brunner (* 1971), Rennrollstuhlsportler
- Dieter Frey (* 1972), Fußballspieler,  unter anderem bei Bayern München, Freiburg, Werder Bremen und Nürnberg

## Personen in Verbindung mit Wiggensbach
- Martin Boos (1762–1825), Initiator der Allgäuer Erweckungsbewegung, die in Wiggensbach ihren Anfang nahm
- Franz Engstler (* 1961), Rennfahrer